# Neolitsea impressa
Neolitsea impressa är en lagerväxtart som beskrevs av Y.C. Yang. Neolitsea impressa ingår i släktet Neolitsea och familjen lagerväxter. Inga underarter finns listade i Catalogue of Life.